# Dendrobium tenuicaule
Dendrobium tenuicaule är en orkidéart som beskrevs av Joseph Dalton Hooker. Dendrobium tenuicaule ingår i släktet Dendrobium, och familjen orkidéer.
Artens utbredningsområde är Andamanerna. Inga underarter finns listade i Catalogue of Life.